# رونه یارشتاین
رونه یارشتاین (نروژی: Rune Jarstein؛ زادهٔ ۲۹ سپتامبر ۱۹۸۴) بازیکن فوتبال اهل نروژ است.
از باشگاه‌هایی که در آن بازی کرده‌است می‌توان به باشگاه فوتبال وایکینگ، باشگاه فوتبال روزنبورگ، باشگاه فوتبال هرتابرلین، و باشگاه فوتبال اود اشاره کرد.
وی همچنین در تیم ملی فوتبال نروژ بازی کرده‌است.